# Фейзер

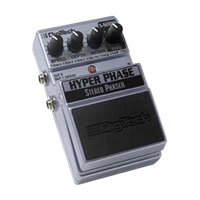
Гітарний фейзер

Фейзер (англ. phaser) — звуковий ефект, що досягається фільтрацією звукового сигналу зі створенням серії максимумів та мінімумів у його спектрі. Положення цих максимумів і мінімумів варіюється упродовж звучання, що створює специфічний круговий (англ. sweeping) ефект. Для досягнення даного ефекту фейзери використовують Генератор низьких частот.

## Процес

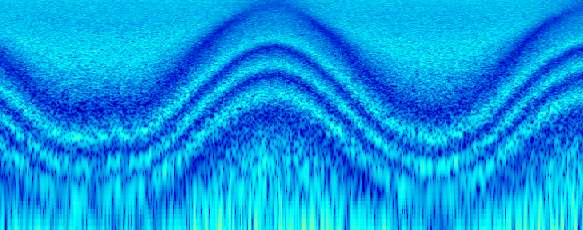
Спектрограма 8-stage фейзера модульованого синусоїдальним низькочастотним сигналом, застосованим до білого шуму.

Електронний ефект фейзера створюється шляхом розділення звукового сигналу на два потоки. Один потік обробляється фазовим фільтром, що змінює фазу звукового сигналу, зберігаючи його частоту. Величина зміни фази залежить від частоти. Після мікшування обробленого і необробленого сигналів, частоти, що знаходяться у протифазі погашають одна одну, створюючи характерні провали у спектрі звуку. Зміна відношення оригінального та обробленого сигналу дозволяє змінити глибину ефекту, причому максимальна глибина досягається при відношенні 50 %.
Ефект фейзеру є подібним до ефектів фленжеру та ефекту хорусу, які також використовують додавання до звукового сигналу його копій, що подаються з певною затримкою (т. зв. лінію затримки). Проте на відміну від фленжеру та хорусу, де величина затримки може приймати довільне значення (як правило від 0 до 20 мс), величина затримки у фейзері залежить від частоти сигналу і лежить у межах однієї фази коливання. Таким чином фейзер можна розглядати як окремий випадок фленжеру.

## Структура
Типовий електронний фейзер використовує серію змінних фазообертальних схем, що змінюють фазу різних частотних складових сигналу. Ці фільтри пропускають усі частоти, не змінюючи їх потужність і змінюючи лише їх фазу. Вухо людини не дуже чутливе до зміни фази, однак зміна фази стає помітною при інтерференції, коли при змішуванні з необробленим сигналом утворюються спади. Спрощено структуру фейзеру (для сигналу моно) показано нижче:
Набір фазових фільтрів (звичайно називаються каскадом англ. stages) може бути представлений різними моделями, аналогові фезйери звичайно включають 4, 8 або 12 каскадів. Цифрові фейзери можуть включати до 32 і більше каскадів. Від моделі залежить кількість мінімумів спектру, що визначають загальний характер звукового ефекту. Фейзер з кількістю каскадів n звичайно дає n/2 мінімумів у спектрі, таким чином, наприклад, 4-каскадний фейзер дає 2 мінімуми.
Крім того, вихідний сигнал може бути поданий на вхід для підсилення ефекту, створюючи резонансний ефект, поглиблюючи мінімумами. Такий пристрій називається фейзером із зворотнім живленням (англ. feedback), його схема показана нижче:

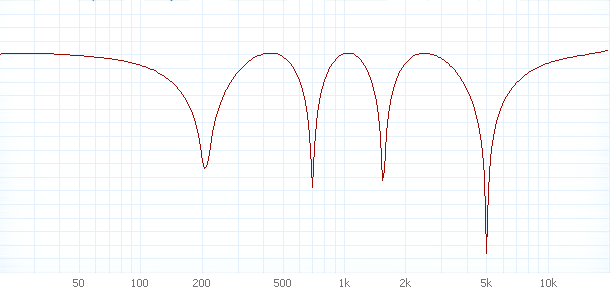
Спектрограма сигналу пропущеного через 8-каскадний фільтр без зворотного живлення, відношення обробленого та необробленого сигналу: 50/50%

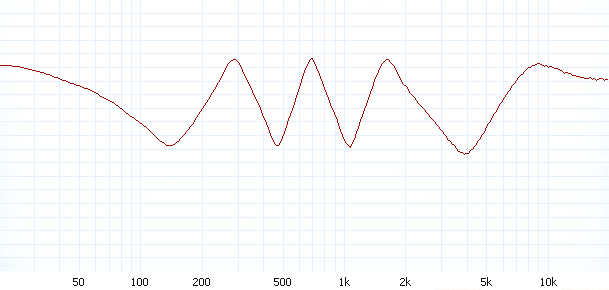
Спектрограма сигналу пропущеного через 8-каскадний фільтр із 50 % зворотного зв’язком, відношення обробленого та необробленого сигналу: 50/50%

На малюнках ліворуч проілюстрована різниця між фейзерами із зворотнім живленням (англ. feedback) та без. Максимуми при застосуванні зворотного зв’язку  гостріші, що впливає на характер звуку.
Стерео фейзер являє собою два ідентичних фейзери, що відрізняються фазовим зсувом на 90°.
Більшість сучасних фейзерів є цифровими процесорами, що емулюють роботу аналогових фейзери. Фейзери реалізуються як плагіни аудіоредакторів, частину рекового (англ. rackmount) ефект-процесору, або як «комбік» гітарних ефектів.
| Ефект фейзеруⓘ подається фрагмент необробленого сигналу, та різних варіантів його обробки фейзером. |
| |
| Спектральний аналіз наведеного вище фрагменту здійснений в аудіоредакторі Adobe audition            |

## Використання
Фейзери використовують для досягнення "синтезації" або "електронізації" натуральних звуків, таких як людська мова. Зокрема цей ефект популярний в кіно- і теле-продукції, де використовується для перетворення голосу людини на голос комп'ютеру. Так, наприклад, голос персонажу C-3PO з фільму Зоряні війни був створений шляхом редагування голосу актора фейзером. Причина такого використання полягає в тому, що спектр звуку, що дає фейзер є надто нетиповим для природних звуків. Іншим ефектом що застосовується для подібних цілей є вокодер.
Фейзери широко використовують також і електрогітаристи, зокрема Едді Ван Гален (Eddie Van Halen), який використовував фейзер разом з іншими ефектами, після ефекту дисторшн. Багато клавішних інструментів, таких як Родес-піано або Клавінет також використовують фейзер для пом'якшення звуків.  Нижче подаються фрагменти музичних творів, які є прикладами раннього використання ефекту фейзеру у клавішних електроінструментах:
- «Still Crazy After All These Years»ⓘ Пола Саймона (1975).
- «Just The Way You Are»ⓘ Біллі Джоела, (1977)
- гурту Styx (1979)